# Larry Storch
Larry Storch; właśc. Lawrence Samuel Storch (ur. 8 stycznia 1923 w Nowym Jorku, zm. 8 lipca 2022 tamże) – amerykański aktor filmowy, telewizyjny i teatralny; komik.

## Filmografia
Filmy
- Kim była ta kobieta? (1960) jako Orenov
- 40 funtów kłopotów (1962) jako Floyd
- Kapitan Newman (1963) jako kapral Gavoni
- Dzikie i wspaniałe (1964) jako Rufus Gibbs
- Samotna dziewczyna i seks (1964) jako policjant na motocyklu
- Szczególna przysługa (1965) jako Larry, taksówkarz
- Wielki wyścig (1965) jako Texas Jack
- Wielki skok na bank (1969) jako Juan
- Port lotniczy 1975 (1975) jako Glenn Purcell
- Bez ostrzeżenia (1980) jako przywódca skautów
- S.O.B. (1981) jako Swami, duchowy guru Sally
- Oszustwo (1982) jako Ted
- Niezły bajzel (1986) jako Leopold Klop
- Nigdy więcej czekoladek (1992) jako Giora
- Milczenie baranów (1994) jako sierżant
- Magia serc (2005) jako Dennis

Seriale TV
- Spotkanie z Alfredem Hitchcockiem jako Oscar Blenny (gościnnie, 1963)
- I Dream of Jeannie jako Sam (gościnnie, 1967)
- Wyspa Gilligana jako Jackson Farrell (gościnnie, 1965)
- Mannix jako Bernie Farmer/Wing Dobson (gościnnie; 1968 i 1974)
- Partnerzy jako Angie (gościnnie, 1971)
- Columbo jako pan Weekly (w odc. Błędna reakcja z 1974)
- Wyspa Fantazji jako Alain Leblanc/Hal Ripley/Harry Hawkins (gościnnie; 1979, 1980 i 1982)
- Statek miłości jako Elwood Riggs/Tony Santini (gościnnie, 1978)
- Nieustraszony jako Pascal (gościnnie, 1985)
- Nie z tego świata jako Sergel (gościnnie, 1988)
- Świat według Bundych – w roli siebie samego (1995)